# Kinsey (Alabama)
Kinsey es un pueblo ubicado en el condado de Houston en el estado estadounidense de Alabama. En el censo de 2000, su población era de 1796.

## Demografía
En el 2000 la renta per cápita promedia del hogar era de $ $27,578, y el ingreso promedio para una familia era de $33,950. El ingreso per cápita para la localidad era de $14,196. Los hombres tenían un ingreso per cápita de $25,669 contra $20,227 para las mujeres.

## Geografía
Kinsey está situado en 31°17′30″N 85°20′44″O / 31.29167, -85.34556 (31.291688, -85.345487)
Según la Oficina del Censo de los EE. UU., la ciudad tiene un área total de 4.02 millas cuadradas (10.42 km²).